# Abbans-Dessus

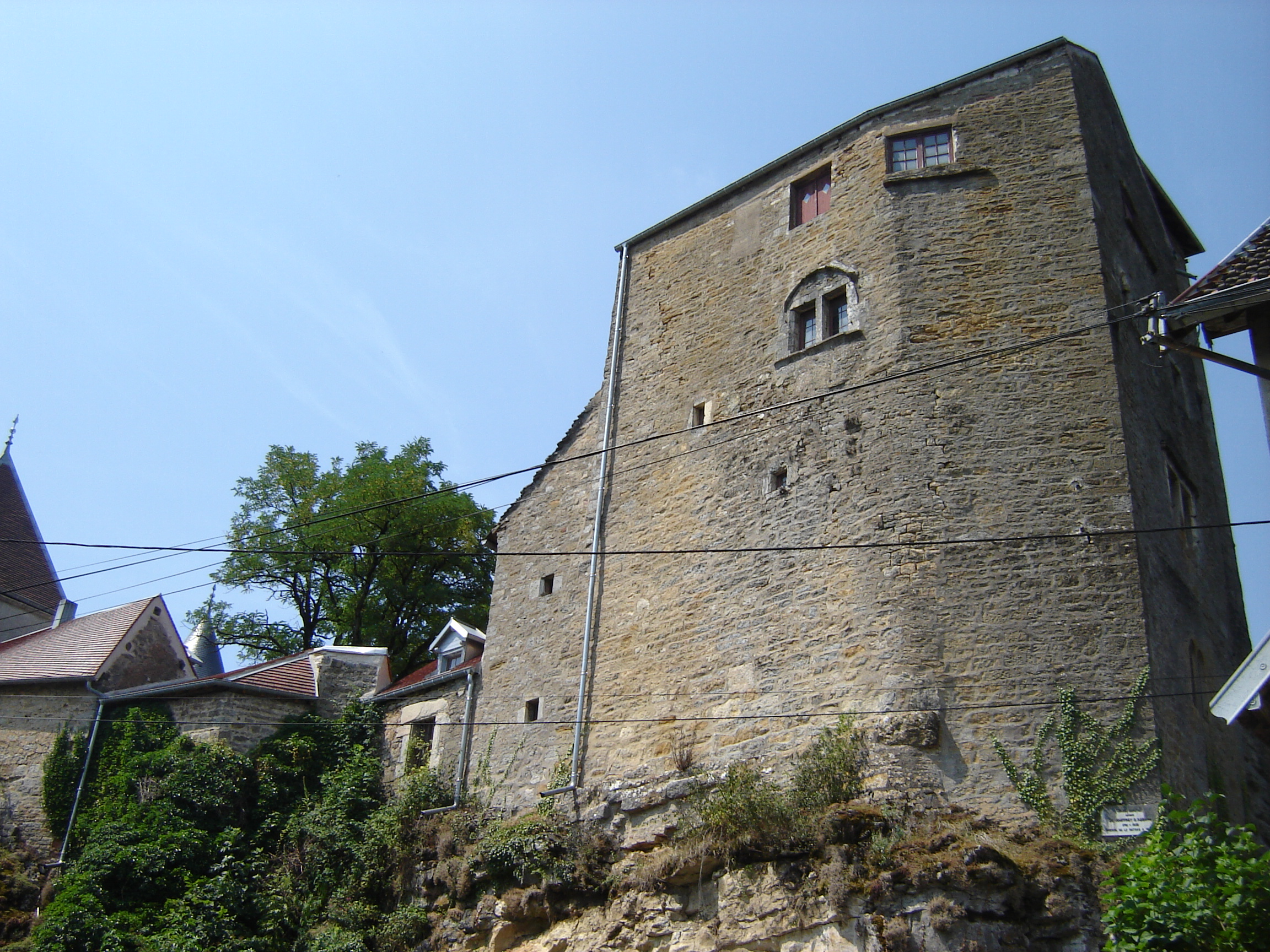
Donjon místního zámku

Abbans-Dessus (Horní Abbans) je francouzská obec v departementu Doubs, v regionu Franche-Comté, asi 17 km jihozápadně od Besançonu.. Obec leží nad řekou Doubs, na výběžku pohoří Jura a má rozlohu 4,43 km². V obci žije zhruba 300 obyvatel. Hustota zalidnění je 68,4 obyv./km². V poslední době počet obyvatel mírně klesl.

## Historie
Obec a patrně i hrad stály už v 11. století a byly střediskem samostatného panství, které roku 1678 Nijmegenským mírem připadlo Francii.

## Památky
- Hrad nad obcí, jehož nejstarší část (donjon) pochází ze 12. století. Obytná část byla přestavěna v 18. století.
- Gotický kostel Nanebevzetí P. Marie
- Domy v obci ze 17.-19. století

## Galerie

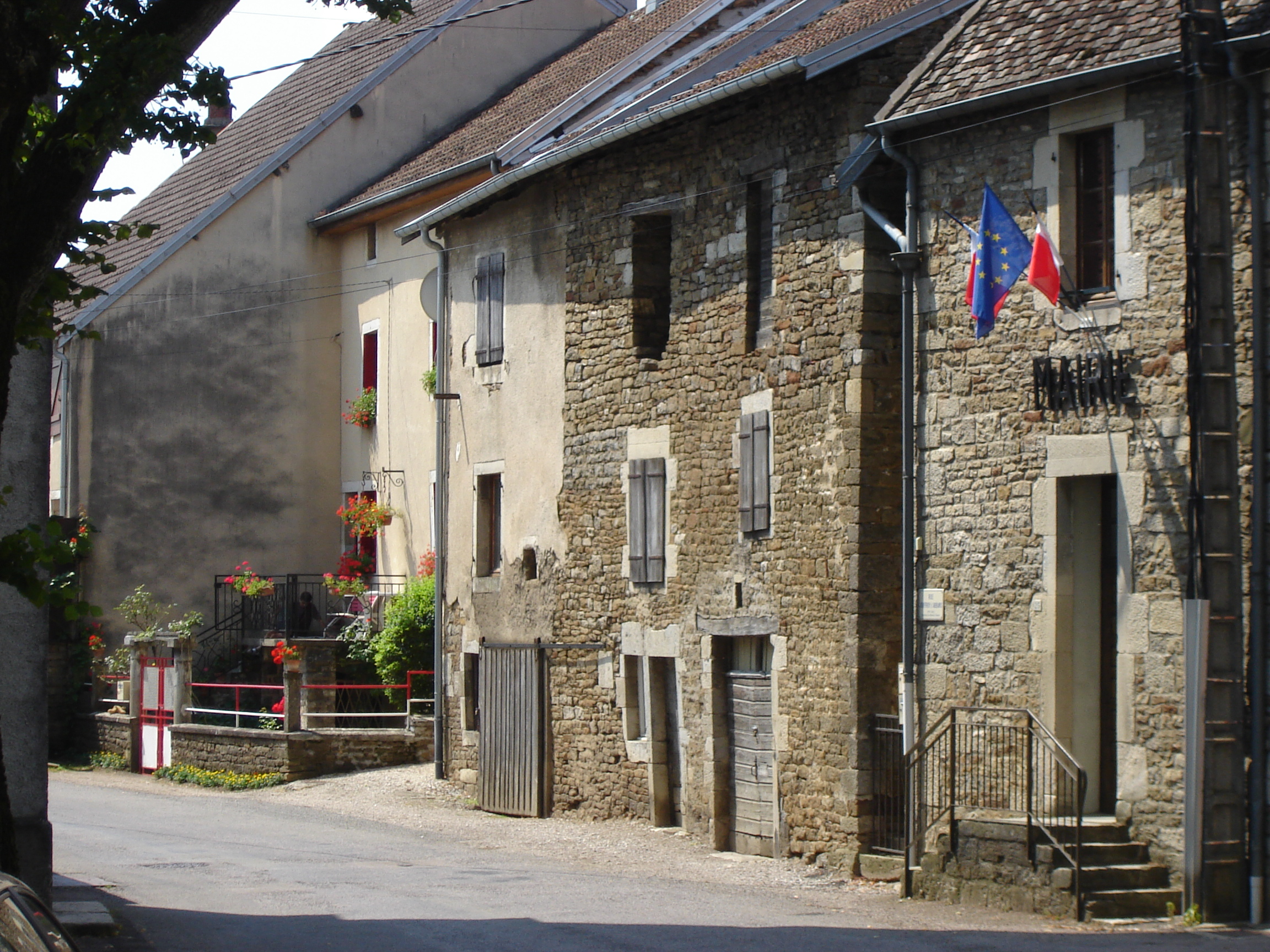
Radnice
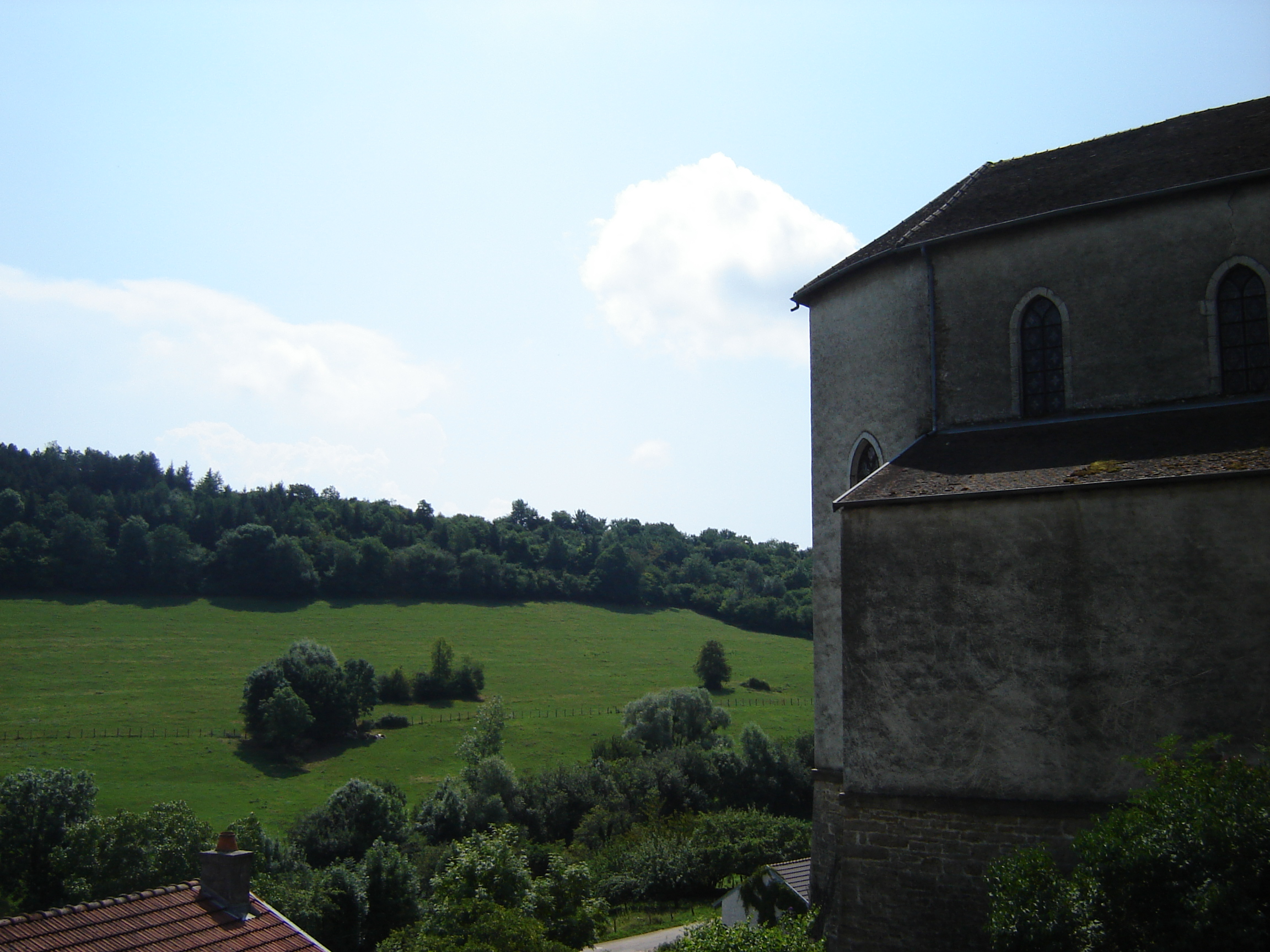
Závěr kostela.
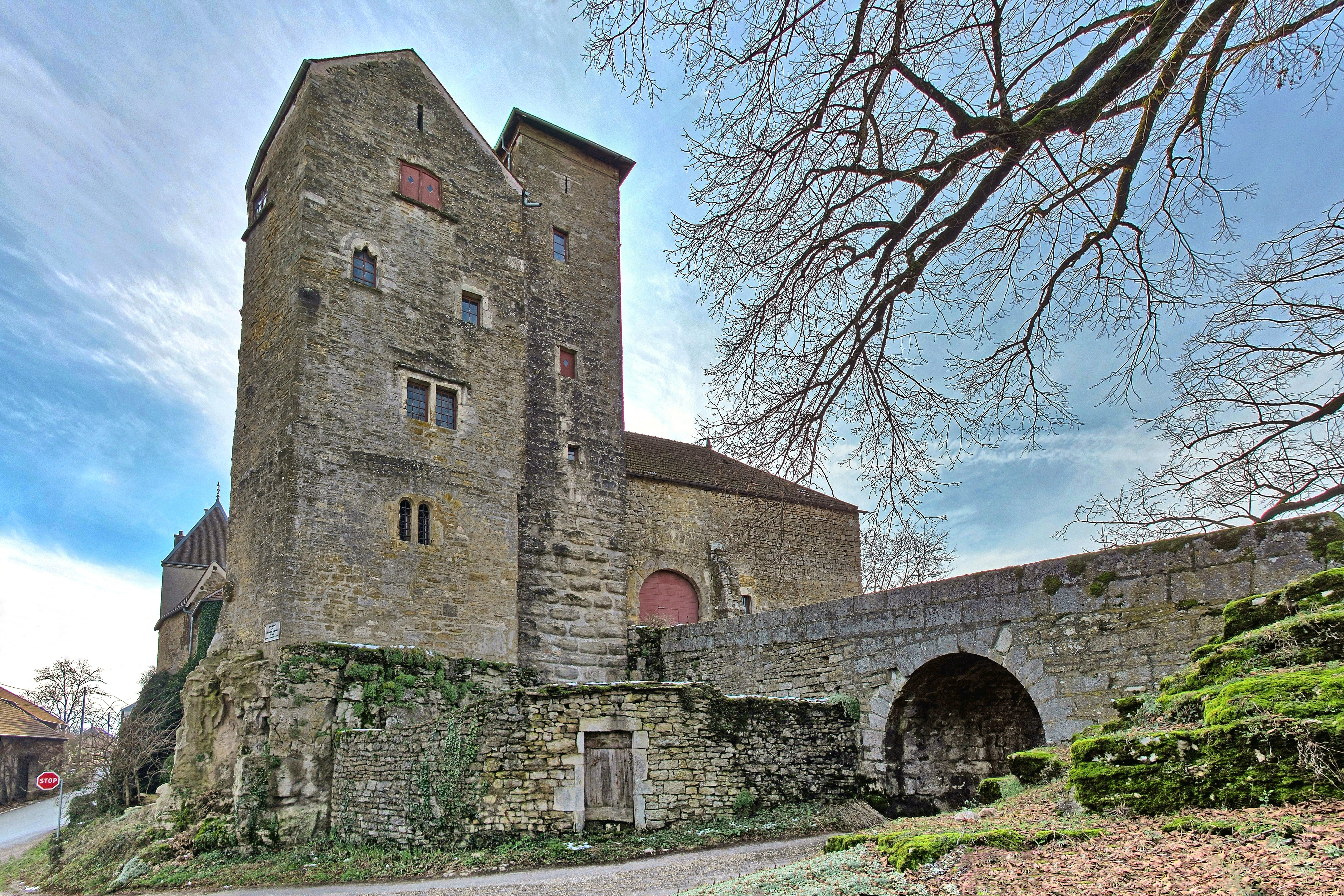
Vstup do hradu a donjon